# Битка код Лодија
Битка код Лодија вођена је 10. маја 1796. године између француске и аустријске војске. Део је Француских револуционарних ратова тј. Рата прве коалиције, а завршена је француском победом.

## Битка
За време ратних операција у Италији (1796), генерал Наполеон Бонапарта, на челу француске Италијанске армије, извршава код Лодија 10. маја смело форсирање Аде и туче аустријске снаге генерала Јохана Бољеа. После бочног марша, Бонапарта је 7-9. маја прешао реку По код Пјаченце и бојем код Фомбија 8. маја принудио Бољеа на повлачење. У намери да му пресече одступницу, Наполеон се запутио ка Лодију. Његова претходница је, око подне 10. маја, одбацила аустријске трупе након чега је део снага поставио да спрече Аустријанце у рушењу моста. Французима је прелаз на леву обалу Аде спречавао генерал Зеботендорф са 12 батаљона и 16 ескадрона, а према мосту је било око 7000 људи с артиљеријом. Предвече је Бонапарта упутио на мост колону од 3500 гренадира која је дочекана снажном ватром двадесетак топова. За гренадирима је прешла дивизија генерала Ожроа. Аустријанци су убрзо разбијени. Наполеонова коњица прешла је газ и напала аустријски бок што је изазвало пометњу и нереде. Победом код Лодија, Французи освајају Ломбардију. Губици: Аустријанци: 2000 људи и 15 топова. а Французи око 900 људи.